# Lucius Cassius Longinus (Konsul 107 v. Chr.)
Lucius Cassius Longinus († 107 v. Chr.) war ein 
römischer Senator der späten Republik und im Jahr 107 v. Chr. Konsul.
Cassius Longinus war der Sohn eines Lucius, dessen nähere Identität nicht feststeht. Über die frühe Laufbahn des Cassius Longinus ist nichts bekannt. Im Jahr 111 v. Chr. war er Prätor und hatte in diesem Amt die Aufgabe, den Numiderkönig Jugurtha von Nordafrika sicher nach Rom zu geleiten, wo dieser Friedensverhandlungen mit dem römischen Reich führte. Zur Reise nach Rom hatte Cassius Longinus den Numiderkönig bewogen, indem er ihm sein Ehrenwort gab, dass ihm nichts geschehen würde. Der Volkstribun Memmius wollte darüber hinaus Jugurtha vor die Volksversammlung vorladen, um von ihm Aussagen über bestechliche römische Senatoren zu erlangen. Hierzu kam es aber nicht, weil ein anderer Volkstribun dagegen sein Veto einlegte.
Im Jahre 107 v. Chr. wurde er gemeinsam mit Gaius Marius zum Konsul gewählt. In diesem Amt versuchte er der Bedrohung des Römischen Reichs durch die Kimbernkriege Herr zu werden und schlug sein Standlager in der Provinz Gallia Narbonensis auf, von dem aus er die Ambronen und Kimbern bekämpfen wollte. Er fiel allerdings noch im gleichen Jahr in der Schlacht bei Agen, einem Gefecht gegen das Volk der Tiguriner. 